# نیایشگاه گارئوس

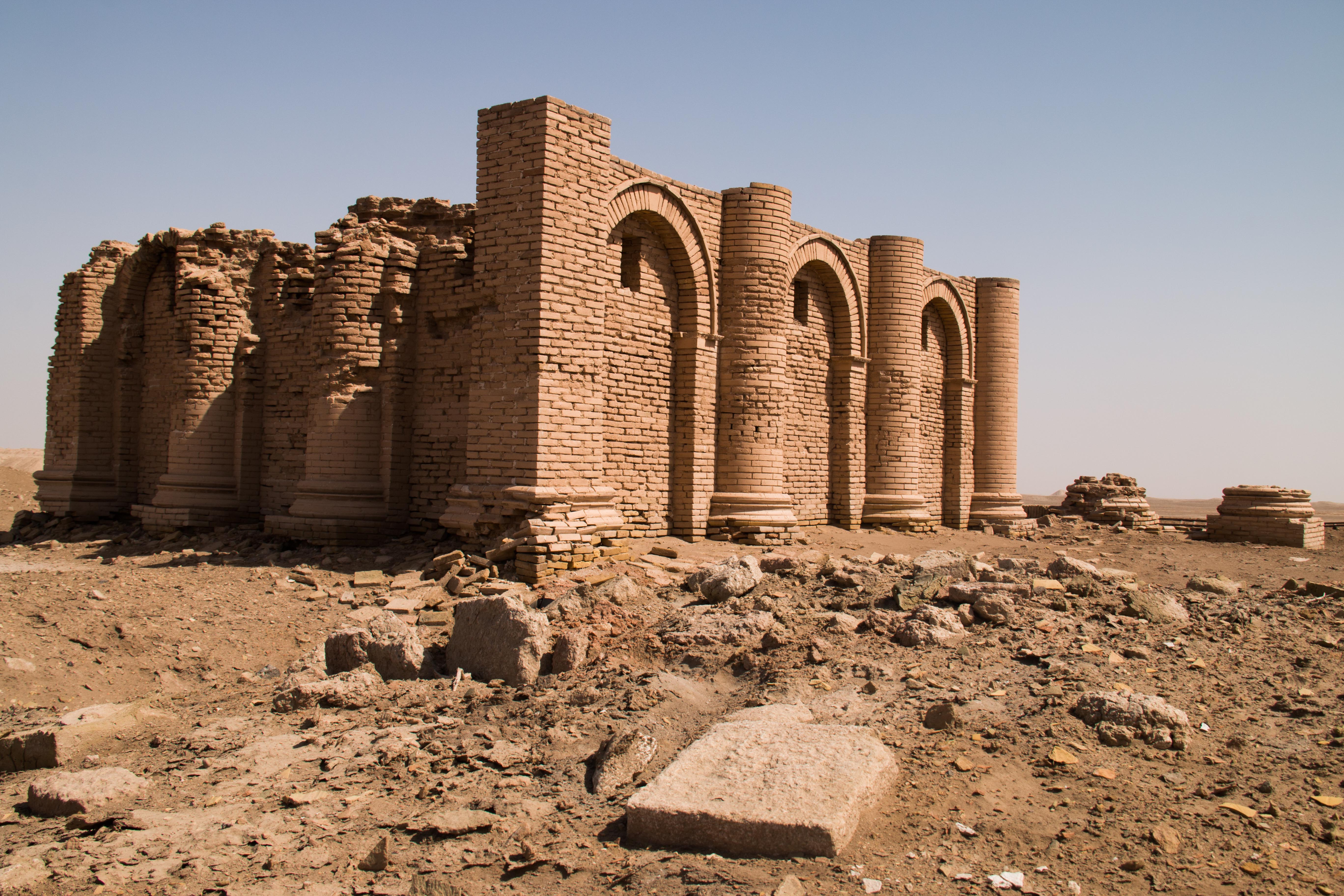
در سال ۲۰۱۴

نیایشگاه گارئوس (Gareus) در شهر باستانی اوروک، واقع در عراق امروزی، قرار دارد و احتمالاً به حدود ۱۱۰ میلادی بازمی‌گردد. این معبد مربوط به دوره اشکانی است و از معدود سازه‌های مذهبی باقی‌مانده از این دوره در منطقه بابِل به‌شمار می‌رود.
این معبد از آجر پخته ساخته شده و شامل یک اتاق واحد بوده است. ابعاد آن حدود ۱۰٫۷ در ۱۳٫۷ متر است. ارتفاع اصلی بنا مشخص نیست، اما بقایای موجود آن بیش از هشت متر ارتفاع دارد. نمای بیرونی بنا با چهار نیم‌ستون دارای سرستون‌های یونی (Ionic) و طاقچه‌هایی در میان آن‌ها تزئین شده بود. در جلوی نمای اصلی معبد نیز شش ستون وجود داشته است. ساختار بنا در گذشته با گچ پوشیده شده و با فرِیزهایی (نوارهای تزیینی برجسته) از موجودات اسطوره‌ای تزئین شده بود.
این ساختمان در ابتدا در منطقه‌ای دارای استحکامات نظامی قرار داشته که به‌مرور زمان، ساختمان‌های دیگری بر روی آن ساخته شده‌اند. در زیر این ساختمان‌ها، یک حمام کشف شده است. معبد گارئوس در سال ۱۹۷۲ به‌صورت جزئی مرمت شده است.
نزدیک معبد، کتیبه‌ای کشف شده که به خدایی ناشناخته به نام گارئوس اشاره دارد و به همین دلیل این معبد به این ایزد نسبت داده شده است. همچنین در محوطه معبد، بقایای چند مجسمه و دو پای برنزی که احتمالاً بخشی از پیکره آیینی بوده‌اند، یافت شده است.